# 松家幸治
松家 幸治（まつか こうじ）は日本の漫画家。徳島県名西郡石井町出身。
1993年に『吉岡くん』で第39回赤塚賞準入選。2002年に『ガキんちょ強』が『週刊コミックバンチ』主催の第1回世界漫画愛読者大賞で準グランプリ受賞。第56回小学館新人コミック大賞児童部門佳作。

## 作品一覧
- 吉岡くん　週刊少年ジャンプ
- ごっつぁんです　週刊少年ジャンプ
- ガキんちょ強　週刊コミックバンチ、全5巻
- ヤカン魔人吉田さん　週刊コミックバンチ
- ひらがなの名前　週刊コミックバンチ
- さよならも言えずに　週刊コミックバンチ
- 心に残るとっておきの話　週刊コミックバンチ、全6巻
- マンダラだらだら（原作）月刊コミックゼノン